# Val tornada na Uskrs 2020.
Intenzivan razvoj nestabilnosti praćen serijom tornada zahvatio je jugoistočni dio Sjedinjenih Država na Uskrs u nedjelju i ponedjeljak, 12. – 13. travnja 2020. Nekoliko tornada u seriji bilo je izrazito intenzivno upozorenja su izdana a prvo  je objavila Nacionalna meteorološka služba u Charlestonu, Južna Karolina. Velika linija  nestabilnosti  formirana je i praćena radraima i satelitima. Uočeno je 15 linija nestabiliteta od koje su dvije bile s izraženim osobinama tornada.
Nestabilnosti su trajele dva dana i zabilježeno je  ukupno 132 tornada, a zahvaćeno je na području 10 saveznih država. Četrnaest tornada doseglo je intenzitet EF3 ili EF4. Najjači od njih razvio se u južnom Mississippiju, procijenjena brzina vjetra u tornadu je  310 km/h a duljina traga od 2,25 milje (3,62 km); 8 je ljudi je smrtno stradalo. Ukupno 32 smrtna slučaja povezana s ovim nestabilnostima ovo je najsmrtonosniji slučaj nestabilnosti s tornadima od 27. do 30. travnja 2014. Guverneri pet država proglasili su izvanredno stanje. Pandemija koronovirusa dodatno je zakomplicirala isporuku pomoći i akcije spašavanja.